# Raleigh 250 1958
Raleigh 250 1958 var ett stockcarlopp ingående i Nascar Grand National Series (nuvarande Nascar Cup Series) som kördes 4 juli 1958 på den 1 mile (1,609 meter) långa ovalbanan Raleigh Speedway i Raleigh i North Carolina. Totalt avverkades 250 miles (402,336 km) fördelat på 250 varv. Banunderlaget var asfalt. Loppet vanns av Fireball Roberts i en Chevrolet på tiden 3:23.33 körande för Frank Strickland. Roberts snitthastighet var 73,691 mph. Han var vid målgång ensam förare på ledarvarvet, ett varv före tvåan Buck Baker. Prispotten uppgick till 16 605 dollar, varav 3 800 dollar gick till segraren.

## Resultat
| Plc     | Nr  | Förare           | Team/ bilägare       | Konstruktör | Start | Varv | Ledda varv |
| ------- | --- | ---------------- | -------------------- | ----------- | ----- | ---- | ---------- |
| 1       | 22  | Fireball Roberts | Frank Strickland     | Chevrolet   | 3     | 250  | 133        |
| 2       | 87  | Buck Baker       | Buck Baker Racing    | Chevrolet   | 17    | 249  | 32         |
| 3       | 44  | Rex White        | Julian Petty         | Chevrolet   | 5     | 248  | 0          |
| 4       | 99  | Shorty Rollins   | Shorty Rollins       | Ford        | 15    | 248  | 23         |
| 5       | 46  | Speedy Thompson  | Speedy Thompson      | Chevrolet   | 21    | 248  | 0          |
| 6       | 42  | Lee Petty        | Petty Enterprises    | Oldsmobile  | 7     | 247  | 16         |
| 7       | 49  | Bob Welborn      | Julian Petty         | Chevrolet   | 4     | 247  | 9          |
| 8       | 87A | Possum Jones     | Buck Baker Racing    | Chevrolet   | 12    | 246  | 0          |
| 9       | 45  | Eddie Pagan      | Eddie Pagan          | Ford        | 11    | 245  | 0          |
| 10      | 4   | Jim Paschal      | Julian Petty         | Chevrolet   | 8     | 245  | 0          |
| 11      | 7A  | Bobby Johns      | Shorty Johns         | Chevrolet   | 19    | 243  | 0          |
| 12      | 25  | Gene White       | Gene White           | Chevrolet   | 10    | 242  | 0          |
| 13      | 21  | Glen Wood        | Wood Brothers Racing | Ford        | 2     | 242  | 7          |
| 14      | 999 | Wilbur Rakestraw | Joe Jones            | Ford        | 16    | 241  | 0          |
| 15      | 95  | Bob Duell        | Julian Buesink       | Ford        | 9     | 240  | 0          |
| 16      | 41  | E.J. Brewer      | i.u.                 | Ford        | 36    | 237  | 0          |
| 17      | 19  | Herman Beam      | Herman Beam          | Chevrolet   | 45    | 235  | 0          |
| 18      | 32  | Brownie King     | Jess Potter          | Ford        | 43    | 235  | 0          |
| 19      | 98  | Curtis Turner    | John Whitford        | Ford        | 40    | 233  | 0          |
| 20      | 76  | Larry Frank      | Larry Frank          | Chevrolet   | 38    | 233  | 0          |
| 21      | 74  | L.D. Austin      | L.D. Austin          | Chevrolet   | 33    | 233  | 0          |
| 22      | 44A | Ken Rush         | Julian Petty         | Chevrolet   | 39    | 231  | 0          |
| 23      | 711 | Bill Poor        | Bill Poor            | Chevrolet   | 26    | 229  | 0          |
| 24      | 57  | Billy Rafter     | Billy Rafter         | Chevrolet   | 29    | 227  | 0          |
| 25      | 17  | Fred Harb        | Fred Harb            | Mercury     | 14    | 222  | 0          |
| 26      | 78  | Shep Langdon     | Shep Langdon         | Ford        | 24    | 220  | 0          |
| 27      | 198 | Joe Weatherly    | Holman Moody         | Ford        | 41    | 218  | 0          |
| 28      | 66  | Roy Tyner        | Spook Crawford       | Plymouth    | 22    | 214  | 0          |
| 29      | 19A | James Jones      | James Jones          | Ford        | 51    | 212  | 0          |
| 30      | 94  | Clarence DeZalia | Clarence DeZalia     | Ford        | 31    | 211  | 0          |
| 31      | 96  | Bobby Keck       | Bobby Keck           | Chevrolet   | 30    | 207  | 0          |
| 32      | 47  | Jack Smith       | Jack Smith           | Pontiac     | 27    | 203  | 0          |
| 33      | 37  | Bill Benson      | Bill Benson          | Mercury     | 32    | 200  | 0          |
| 34      | 52  | Bob Bolheimer    | i.u.                 | Ford        | 50    | 194  | 0          |
| 35      | 23  | Johnny Mackison  | Ken Corman           | Mercury     | 48    | 190  | 0          |
| 36      | 202 | Johnny Gardner   | Johnny Gardner       | Ford        | 42    | 180  | 0          |
| 37      | 86  | Neil Castles     | Neil Castles         | Ford        | 20    | 177  | 0          |
| 38      | 40  | Dave White       | Dave White           | Chevrolet   | 25    | 172  | 0          |
| 39      | 14  | George Dunn      | Manley Britt         | Mercury     | 6     | 157  | 0          |
| 40      | 5   | Mel Larson       | Larson Racing        | Mercury     | 34    | 139  | 0          |
| 41      | 56  | Bill Morton      | James Lowery         | Ford        | 37    | 133  | 0          |
| 42      | 97  | Barney Shore     | Barney Shore         | Chevrolet   | 49    | 126  | 0          |
| 43      | 56A | Cannonball Brown | Cannonball Brown     | Chrysler    | 54    | 93   | 0          |
| 44      | 36  | Herbert Estes    | Tootle Estes         | Ford        | 55    | 85   | 0          |
| 45      | 3   | Cotton Owens     | Jim Stephens         | Pontiac     | 1     | 78   | 30         |
| 46      | 31  | Johnny Allen     | Monroe Shook         | Chevrolet   | 46    | 56   | 0          |
| 47      | 81  | Harvey Hege      | Harvey Hege          | Ford        | 28    | 51   | 0          |
| 48      | 400 | Bob Malzahn      | i.u.                 | Ford        | 35    | 33   | 0          |
| 49      | 55  | Tiny Lund        | A.L. Bumgarner       | Pontiac     | 44    | 27   | 0          |
| 50      | 88  | Jim Linke        | Petty Enterprises    | Oldsmobile  | 52    | 24   | 0          |
| 51      | 111 | Dick Parran      | i.u.                 | Ford        | 53    | 22   | 0          |
| 52      | 00  | Reds Kagle       | Reds Kagle           | Ford        | 13    | 21   | 0          |
| 53      | 13  | Peck Peckham     | William Meyer        | Chevrolet   | 47    | 19   | 0          |
| 54      | 11  | Junior Johnson   | Paul Spaulding       | Ford        | 23    | 7    | 0          |
| 55      | 90  | Emanuel Zervakis | Donlavey Racing      | Chevrolet   | 18    | 6    | 0          |
| Källor: |     |                  |                      |             |       |      |            |